# Майкадзэ (1941)
Майкадзэ (яп. 舞風 Майкадзэ, Танцующий ветер) — японский эсминец типа «Кагэро». В военно-исторической литературе распространено написание Маикадзе.

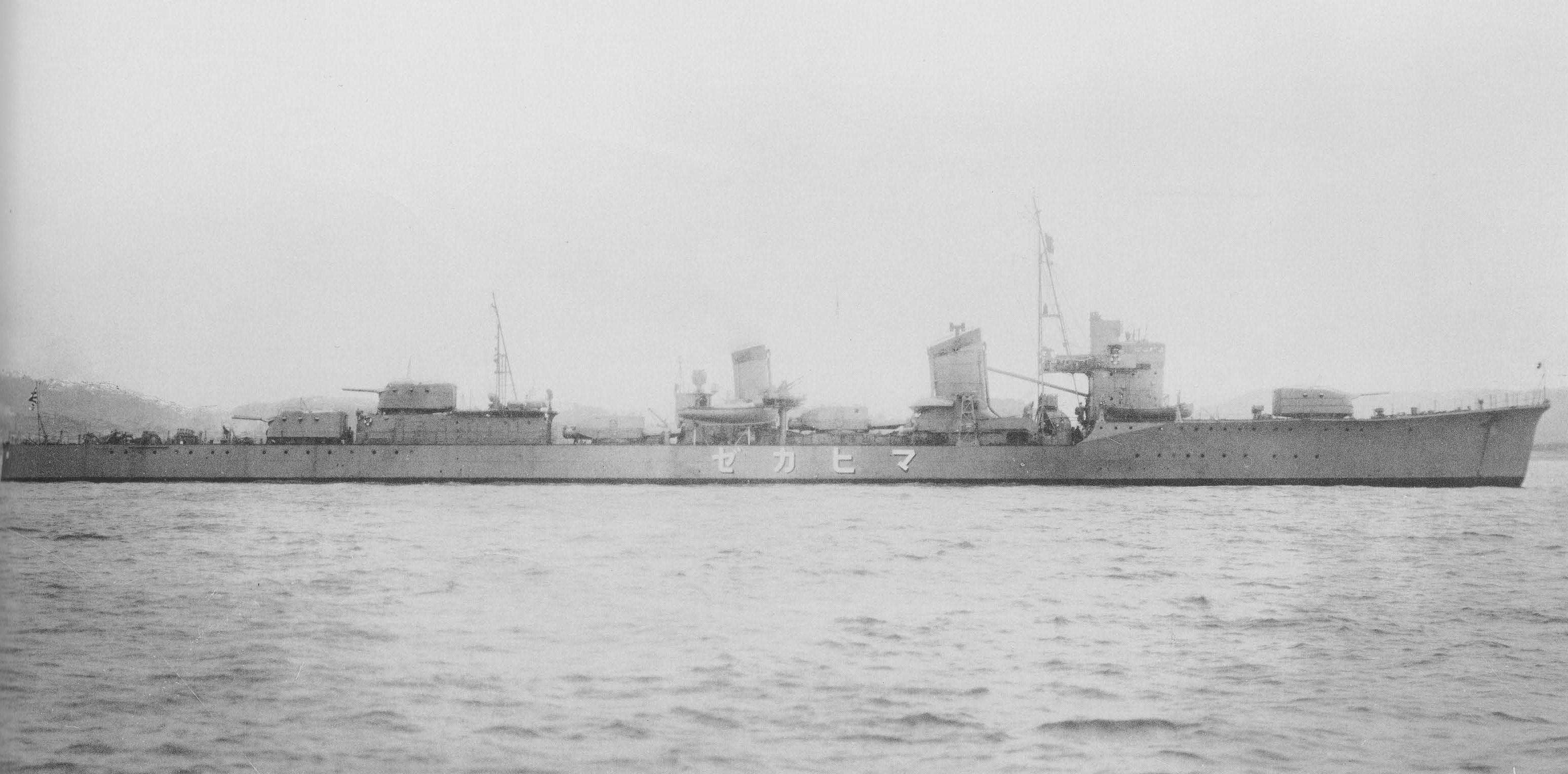

Заложен в 1939 году на верфи «Uraga Dock» (Токио). Спущен 15 марта 1941 года, вошёл в строй 15 июля того же года. 17 февраля 1944 года потоплен американскими кораблями из TG50.3 в районе островов Трук в точке 07°45′ с. ш. 151°20′ в. д..